# Duguayville
Duguayville est un hameau de la paroisse de Saint-Isidore, près de Saint-Isidore au Nouveau-Brunswick (Canada). Il fait partie de la circonscription électorale de Centre-Péninsule—Saint-Sauveur.
Duguayville est situé à 5,5 km au nord de Saint-Isidore, le long de la route 135 mais s'étend surtout le long du chemin du même nom.